# Герб Пушкиногорья
Герб муниципального образования городское поселение «Пушкиного́рье» Пушкиногорского района Псковской области Российской Федерации — опознавательно-правовой знак, служащий официальным символом муниципального образования.
Герб утверждён решением Собрания депутатов городского поселения «Пушкиногорье» № 32 от 12 августа 2010 года.
Герб внесён в Государственный геральдический регистр Российской Федерации под регистрационным номером 6361.

## Описание герба
«В лазоревом поле три золотые горы, из которых средняя остроконечно завершена подобно церковному куполу и над ними летящий серебряный крылатый конь».
Герб городского поселения «Пушкиногорье» в соответствии с Методическими рекомендациями по разработке и использованию официальных символов муниципальных образований (Раздел 2, Глава VIII, п.п. 45-46), утверждёнными Геральдическим советом при Президенте Российской Федерации 28.06.2006 года может воспроизводиться со статусной короной установленного образца.

## Обоснование символики
Пушкиногорская земля известна и является частью истории и культуры нашей страны на протяжении нескольких столетий. Современный посёлок Пушкинские Горы, называвшийся ранее Святые горы вырос вокруг Святогорского монастыря, основанного в 1569 году по указу Ивана Грозного. Монастырь — крепость, защищавший подступы к городу Воронин уже в XVII веке считался одним из известнейших и богатейших русских обителей. Городище Воронич — рукотворное укрепление было создано на берегу реки Сороти в XIV веке на границе с Великим княжеством Литовским и Ливонией.
Расположенная неподалёку Савкина горка известна с начала XVI столетия, когда на ней был поставлен каменный крест в память павших русских воинов.
Три золотые горы в гербе отражают три исторические горы: Савкину горку, городище Воронич и Пушкинские горы (ранее имевшую названия Святых гор и Синичей). Форма центральной горы в виде купола подчёркивает высокое культурное и историческое значение Святогорского монастыря.
Предки Александра Сергеевича основались на этой земле в 1742 году — императрица Елизавета Петровна пожаловала Михайловскую губу Абраму Петровичу Ганнибалу. Со временем Михайловское стало родовым имением Ганнибалов-Пушкиных.
Время, проведённое Александром Сергеевичем Пушкиным в родовом гнезде, сильно сказалась на творчестве поэта, этому во многом способствовала Пушкиногорская природа, возможность общения с людьми разных сословий, наблюдения за народным бытом. Не зря именно об этих местах поэт писал:
Приветствую тебя, пустынный уголок,

Приют спокойствия, трудов и вдохновения…
Проникнувшись любовью к этому краю, Александр Сергеевич завещал похоронить себя здесь же на родовом кладбище Ганнибалов-Пушкиных.
Крылатый конь — символ творческого, поэтического вдохновения, полёта, духовных исканий. В гербе он символизирует связь городского поселения с жизнью великого поэта, чьё имя стало частью имени муниципального образования.
Золото — символ богатства, стабильности, уважения, интеллекта.
Серебро — символ чистоты, совершенства, мира и взаимопонимания.
Голубой цвет — символ чести, благородства, возвышенных устремлений.
Герб разработан при содействии Союза геральдистов России.
Авторы герба: идея герба — Василий Иванов (п. Пушкинские Горы), Евгений Сильвестров (Псков), Константин Моченов (Химки); художник и компьютерный дизайн — Оксана Афанасьева (Москва); обоснование символики — Кирилл Переходенко (Конаково).